# I sentieri del west
I sentieri del west (The Road West) è una serie televisiva statunitense in 29 episodi trasmessi per la prima volta nel corso di una sola stagione dal 1966 al 1967.
È una serie western incentrata sulle vicende di Benjamin "Ben" Pride, patriarca di una famiglia di pionieri nel Kansas. La serie è interpretata anche da Kathryn Hays nel ruolo di Elizabeth Pride, seconda moglie di Ben, Andrew Prine nel ruolo del figlio trentenne di Ben, Timothy "Tim" Pride, e Brenda Scott nel ruolo della figlia, Midge Pride. Prine e Scott, che interpretano fratello e sorella nella serie, erano stati brevemente sposati nella vita reale prima del debutto del programma. Altri membri del cast sono Kelly Corcoran nel ruolo del figlio Kip, Glenn Corbett nel ruolo di Chance Reynolds, fratello di Elizabeth, e Charles Seel, nel ruolo di Tom Pride, il padre di Ben e il nonno della famiglia.

## Trama
Stati Uniti, XIX secolo. La famiglia Pride lascia Springfield, nell'Ohio, dove aveva vissuto per diverse generazioni, e si trasferisce ad ovest poco dopo la guerra civile americana. Ben, un vedovo, sposa Elizabeth Reynolds, che è di ventuno anni più giovane di lui e che ha solo tre anni in più del figliastro Tim.

## Personaggi e interpreti
- Ben Pride (29 episodi, 1966-1967), interpretato da Barry Sullivan.
- Timothy Pride (29 episodi, 1966-1967), interpretato da Andrew Prine.
- Midge Pride (29 episodi, 1966-1967), interpretata da Brenda Scott.
- Kip Pride (29 episodi, 1966-1967), interpretato da Kelly Corcoran.
- Elizabeth Reynolds (29 episodi, 1966-1967), interpretata da Kathryn Hays.
- Tom Pride (29 episodi, 1966-1967), interpretato da Charles Seel.
- Chance Reynolds (29 episodi, 1966-1967), interpretato da Glenn Corbett.

### Guest star
Tra le guest star: Gena Rowlands, Kurt Russell, Cloris Leachman, Peggy Lipton, Rex Holman, Myron Healey, Donnelly Rhodes, John Lodge, Joseph Campanella, Barbara Werle, John Dehner, William Fawcett, Kim Hector, Jason Evers, Katherine Squire, James Farentino, Roy Roberts, William Phipps, Garry Walberg, Richard X. Slattery, Tony Bill, Charles H. Gray, John McLiam, John Drew Barrymore, Jack Carter, Stuart Nisbet, John Mitchum, Kevin McCarthy, Gavin MacLeod, Lauri Peters, William Smithers, Willard Sage, Hampton Fancher, Robert P. Lieb.

## Produzione
La serie fu prodotta da Universal TV Le musiche furono composte da Leonard Rosenman.

### Registi
Tra i registi sono accreditati:
- Vincent McEveety in 2 episodi (1966)
- Paul Stanley in 2 episodi (1966)

### Sceneggiatori
Tra gli sceneggiatori sono accreditati:
- Richard Fielder
- Bernard C. Schoenfeld

## Distribuzione
La serie fu trasmessa negli Stati Uniti dal 12 settembre 1966 al 1º maggio 1967 sulla rete televisiva NBC. In Italia è stata trasmessa con il titolo I sentieri del west.
Alcune delle uscite internazionali sono state:
- negli Stati Uniti il 12 settembre 1966 (The Road West)
- in Finlandia (Länttä kohti)
- in Italia (I sentieri del west)

## Episodi
| Stagione       | Episodi | Prima TV USA |
| -------------- | ------- | ------------ |
| Prima stagione | 29      | 1966-1967    |